# Onisifor Ghibu
Onisifor Ghibu (Szelistye, 1883. május 31. – Nagyszeben, 1972. október 31.) román pedagógus, teológus, politikus.

## Élete
Egy falusi szűcsmester nyolcadik gyermekeként született. Az elemi iskolát Nagyszebenben, a gimnáziumot Brassóban az Andrei Șaguna Líceumban végezte. 1902-ben beiratkozott a nagyszebeni ortodox teológiai szemináriumra, ahol 1905-ben végzett. 1905-től a bukaresti egyetem bölcsészkarán irodalmat, történelmet, filozófiát és teológiát tanult, majd Budapesten, Strassburgban és Jénában folytatta tanulmányait. 1909-ben Jénában a filozófia és pedagógia doktora lett.
1910 és 1914 között az ortodox iskolák tanfelügyelőjeként dolgozott Nagyszebenben, emellett 1911–1912-ben a teológiai szemináriumban helyettes tanárként tevékenykedett. Erdély Romániával való egyesülése érdekében több mint kétszáz cikket írt, amelyeket a nagyszebeni Telegraful Român, Revista Teologică, Vatra Școlară és Luceafărul, az aradii Biserica şi Școala és Tribuna, a brassói Gazeta Transilvaniei, a bukaresti Neamul Românesc, Neamul Românesc Literar, Adevărul Literar şi Artistic, Convorbiri literare és Revista Generală a învăţământului, a kolozsvári Societatea de Mâine, Patria, Cosânzeana és Renaşterea, a nagyváradi Legea Românescă, a craiovai Ramuri stb. jelentetett meg. 1915-ben a katonai behívó miatt Bukarestbe szökött; a hadbíróság halálra ítélte, részben a szökés miatt, részben azért, mert írásait hazaárulásnak minősítette.
1916-ban Románia hadbalépésekor önkéntesnek jelentkezett a román hadseregbe, de a háborús helyzet kedvezőtlen alakulása miatt inkább Besszarábiába költözött. Itt szintén a román nemzeti érdekek képviseletében tevékenykedett: megalapította a Moldovai Nemzeti Pártot (Partidul Naţional Moldovenesc), és szót emelt egy román egyetem megalapítása érdekében.
1918-ban visszatért Nagyszebenbe, és az erdélyi kormányzótanács  megbízta az erdélyi román oktatás megszervezésével. (Többek között ő vette át a kolozsvári egyetemet és ő foglalta le a kolozsvári Nemzeti Színházat.) 1919-ben a Román Akadémia tagja lett; 1919 és 1945 között a kolozsvári egyetemen általános pedagógiát és pedagógiatörténetet tanított. 1945-ös nyugdíjba vonulásáig több mint száz kötetet és 1300 cikket, tanulmányt jelentetett meg. Számos előadásában, röpiratában és könyvében a magyar katolikusokat támadta, ugyanakkor pereket is indított több erdélyi magyar értelmiségi ellen. Így például beperelte Bíró Vencel piarista tartományfőnököt jogtalan címhasználat és irredenta propaganda miatt, Roska Mártont, a régészeti intézet egykori vezetőjét szintén irredentizmus miatt, a nagyváradi premontrei rend valamint a temesvári piaristák ellen pedig az egyházi ingatlanok államosítása érdekében indított pert.
A második világháborút követően, 1944 végén eltávolították az egyetemről, majd 1945 márciusában letartóztatták, és a caracali börtönbe szállították, ahol 222 napot töltött. 1956-ban ismét letartóztatták, és demokratikus rend elleni tevékenységért két év börtönre ítélték. Kiszabadulása után haláláig folytatta az írást, elsősorban emlékiratain dolgozott. Az 1970-es évektől kezdve ismét megjelenhettek művei illetve a róla szóló írások.
Emlékét szülőfalujában szobor, Kolozsváron a lakóházán elhelyezett emléktábla, illetve egy-egy róla elnevezett kolozsvári és nagyváradi líceum örökíti meg.

## Főbb művei
- Limba nouălor cărţi bisericeşti, Sibiu, 1905
- O călătorie în Alsacia-Lorena. Țara şi şcolile ei, Bucureşti, 1909
- Der moderne Utraquimus, oder die zweisprachigkeit in der Volksschule Langensalza, 1910 (doktori értekezés)
- Ziaristica bisericească la români. Studiu istoric, Sibiu, 1910
- Plan de învăţământ şi îndreptar metodic pentru şcoalele populare confesionale greco-orientale române din Transilvania, Sibiu, 1911
- Cercetări privitoare la situaţia învăşământului nostru primar şi la educaţia populară, Sibiu, 1911
- Anuar pedagogic (1913), Sibiu, 1913
- Școala românească din Transilvania. Desvoltarea ei istorică şi situaţia ei actuală, Bucureşti, 1915
- Viaţa şi organizaţia bisericeacă şi şcolară în Transilvania, Bucureşti, 1915
- Din istoria literaturii didactice româneşti: I. Bucoavnele. II. Abecedarele. III. Cărţile de cetire din Transilvania. Bucureşti, 1916 (An. Acad. Rom. M.S.L.,1915-1916, seria ll, t. XXXVIII)
- Universitatea din Cluj şi institutele ei de educaţie, Cluj, 1922
- Catolicismul unguresc în Transilvania şi politica religioasă a statului român, Cluj, 1924 [Az erdélyi magyar katolicizmus és a román állam kisebbségpolitikája]
- Portrete pedagogice, Bucureşti, 1927
- Un anahronism şi o sfidare: Statul romano-catolic ardelean. Studiu istoric-juridic, însoţit de concluziile Comisiunii istorico-juridice privitoare la desfiinţarea Statului catolic, Cluj, 1931 [Anakronizmus és fenyegetés: az Erdélyi Római Katolikus Státus. Történelmi-jogi tanulmány, mellékletben a Katolikus Státus megszüntetésére létrehozott történelmi-jogi bizottság megállapításai]
- Universitatea Daciei Superioare şi problema Statului romano-catolic, Cluj, 1931
- Acte şi documente privitoare la Statul romano-catolic ardelean, Cluj, 1933
- Acţiunea catolicismului unguresc şi a Sfântului Scaun în România întregită, Cluj, 1934 [A magyar katolicizmus és a Szentszék tevékenysége a kiteljesült Romániában]
- Doi uzurpatori ai drepturilor României şi ai Universitătii din Cluj: Sf. Scaun de la Roma şi Statul romano-catolic ardelean, Cluj, 1934 [Románia és a kolozsvári egyetem jogainak két bitorlója: a római Szentszék és az Erdélyi Római Katolikus Státus]
- Nulitatea Concordatului dintre România şi Sf. Scaun, Cluj, 1935 [A Románia és a Szentszék közötti konkordátum semmissége]
- Ordinul canonic premonstratens din România, Bucureşti, 1936
- Ordinul franciscanilor conventuali („Minorităţii”) din Transilvania, 2vol., Bucureşti, 1937–1938
- La o răscruce a vieţii mele. Un bilanţ şi o mărturisire, Bucureşti, 1939
- Un reprezentant rustic al spiritualităţii româneşte de la mijlocul sec. XIX Picu Pătruţ din Sălişte, Bucureşti, 1940
- Politica religioasă şi minoritară a României. Fapte şi documente care impun o nouă orientare, Cluj, 1940
- Prolegomena la o educaţie românească, vol. I, Cluj, 1940
- Puncte cardinale pentru o concepţie românească a educaţiei, Sibiu, 1944
- Dictatură şi anarhie. Priviri critice asupra evoluţiei şi directivelor învătământului şi educaţiei româneşti sub regimul Antonescu (1940-1944) Sibiu. 1944